# Багдонас, Юозас
Юозас Багдонас (лит. Juozas Bagdonas; род. 21 июня 1968, Тельшяй) — литовский гребец, выступавший за сборную Литвы по академической гребле в 1992—1998 годах. Победитель этапов Кубка мира, участник двух летних Олимпийских игр.

## Биография
Юозас Багдонас родился 21 июня 1968 года в городе Тельшяй Литовской ССР.
Занимался академической греблей в школе-интернате в Тракае, позже окончил Вильнюсский государственный педагогический институт.
Впервые заявил о себе в гребле на международной арене в сезоне 1986 года, когда в составе сборной Советского Союза выступил на юниорском мировом первенстве в Рачице, где финишировал четвёртым в зачёте распашных рулевых четвёрок.
После распада СССР в 1992 году вошёл в основной состав литовской национальной сборной и благодаря череде удачных выступлений удостоился права защищать честь страны на летних Олимпийских играх в Барселоне. В программе двоек распашных вместе с партнёром по команде Эйнюсом Петкусом и рулевым Вальдемарасом Мачюльскисом сумел квалифицироваться лишь в утешительный финал В и расположился в итоговом протоколе соревнований на девятой строке.
В распашных двойках с рулевым стартовал на чемпионатах мира 1993 года в Рачице и 1994 года в Индианаполисе, в обоих случаях показал на финише шестой результат.
В 1995 году на мировом первенстве в Тампере занял седьмое место в безрульных двойках.
Находясь в числе лидеров гребной команды Литвы, благополучно прошёл отбор на Олимпийские игры 1996 года в Атланте — на сей раз они с Эйнюсом Петкусом выступили в двойках без рулевого и в конечном счёте закрыли здесь десятку сильнейших.
После атлантской Олимпиады Багдонас ещё в течение некоторого времени оставался в составе литовской национальной сборной и продолжал принимать участие в крупнейших международных регатах. Так, в 1997 году в безрульных двойках он одержал победу на этапах Кубка мира в Париже и Люцерне, финишировал шестым на этапе в Мюнхене, тогда как на чемпионате мира в Эгбелете занял девятое место.
В 1998 году в той же дисциплине был пятым на этапе Кубка мира в Мюнхене, седьмым на этапе в Хазевинкеле, девятым на мировом первенстве в Кёльне.
Впоследствии работал тренером по академической гребле, учителем физкультуры в средней школе.